# Galaktyka satelitarna

Galaktyki satelitarne Drogi Mlecznej

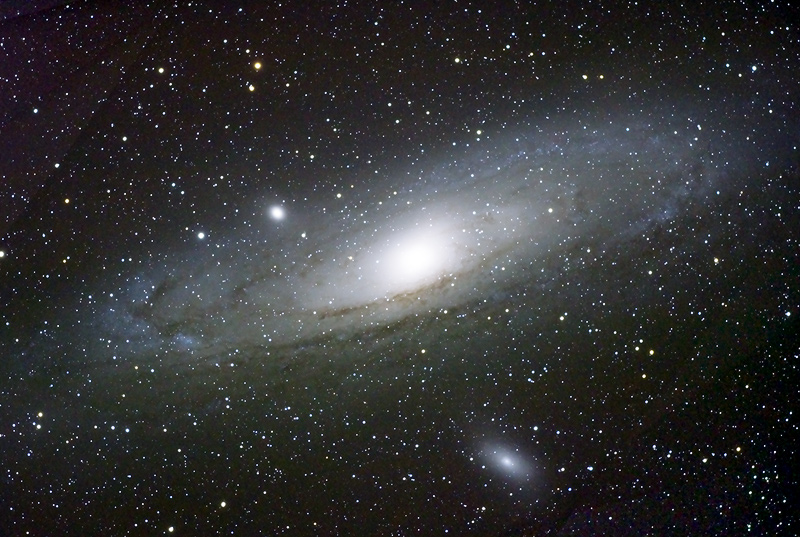
Galaktyka Andromedy i jej dwa najbliższe jasne satelity, M32 i M110

Galaktyka satelitarna, galaktyka satelicka – galaktyka krążąca wokół innej, większej galaktyki. Duże galaktyki posiadają często bardzo wiele satelitarnych galaktyk karłowatych (Droga Mleczna ma ich ponad 50), ale mogą im towarzyszyć także większe obiekty – np. Galaktyka Trójkąta może być satelitą Galaktyki Andromedy.

## Oddziaływania galaktyk
Oddziaływanie grawitacyjne dwóch galaktyk może prowadzić do ich wzajemnej deformacji, a nawet zderzenia, wskutek którego obie galaktyki zmienią kształt lub zleją się w jedną całość. Obłoki Magellana, dwie największe galaktyki satelitarne Drogi Mlecznej, były pierwotnie galaktykami spiralnymi z poprzeczką, których struktura została zaburzona przez wzajemne oddziaływania grawitacyjne, a w mniejszym stopniu także grawitację naszej Galaktyki. Jednocześnie, choć w mniejszym stopniu, grawitacja Obłoków deformuje zewnętrzną część dysku Drogi Mlecznej.
W przypadku dużej różnicy mas centralnej galaktyki i jej małych satelitów często zachodzi zjawisko zwane „galaktycznym kanibalizmem”: satelita zostaje rozciągnięty i rozerwany, tworząc strumień gwiazd i ostatecznie jego gwiazdy zostają włączone w skład większej galaktyki. Takie procesy zostały zaobserwowane w przypadku Drogi Mlecznej i Galaktyki Andromedy.